# Мохун Баган Супер Джайнт
Мохун Баган Супер Джайнт або просто «Мохун Баган» (англ. Mohun Bagan Super Giant) — індійський футбольний клуб із міста Колката. Клуб виступає у І-Лізі.

## Досягнення
- І-Ліга
  -  Чемпіон (2): 2014–15, 2019–20
  -  Срібний призер (2): 2008–09, 2015–16

- Національна футбольна ліга (до сезону 2006–07 років)
  -  Чемпіон (3): 1997–98, 1999—2000, 2001–02
  -  Срібний призер (1): 2000–01

- Кубок Федерації
  -  Володар (14): 1978, 1980, 1981, 1982, 1986, 1987, 1992, 1993, 1994, 1998, 2001, 2006, 2008, 2016
  -  Фіналіст (5): 1997, 1983, 1985, 2004, 2010

- Суперкубок Індії
  -  Володар (2): 2007, 2009
  -  Фіналіст (2): 1998, 1999